# Stellifer rastrifer
Stellifer rastrifer és una espècie de peix de la família dels esciènids i de l'ordre dels perciformes.

## Morfologia
- Els mascles poden assolir 20 cm de longitud total.[4][5]

## Alimentació
Menja principalment petits crustacis.

## Depredadors
A la Guaiana Francesa és depredat per Hexanematichthys proops i al Brasil per Pterengraulis atherinoides.

## Hàbitat
És un peix de clima tropical i demersal que viu fins als 40 m de fondària.

## Distribució geogràfica
Es troba a l'Atlàntic occidental: des de Colòmbia fins al sud del Brasil i l'Uruguai.

## Observacions
És inofensiu per als humans.